# 张当
张当（？—249年），三国曹魏宦官，第三任皇帝曹芳黄门侍者。
张当与曹爽亲善，任为都监。司马懿说他伺察皇帝的情况，挑拨离间皇帝和太后二宫的关系，伤害骨肉之情，天下动荡不安，人人心怀畏惧。嘉平元年（249年）正月初十，有司奏告“黄门张当私自把才人张氏、何氏等被张当送给曹爽。曹爽亦曾私取曹睿的才人七八人为乐伎，伪作诏书，发才人五十七人送邺台，使婕妤教习为伎。怀疑他们之间隐有奸谋。”于是逮捕了张当，交廷尉讯问。张当交待：“曹爽与尚书何晏、邓颺、丁谧，司隶校尉毕轨，荆州刺史李胜等人阴谋反叛，等到三月中旬起事”。朝廷逮捕曹爽、曹羲、曹训、何晏、邓颺、丁谧、毕轨、李胜以及桓范等人入狱，与张当一起都被诛灭三族。